# Тімо Ютіла
Тімо Юхані Ютіла (фін. Timo Juhani Jutila; народився 24 грудня 1963 у м. Тампере, Фінляндія) — фінський хокеїст, захисник. Член Зали слави ІІХФ (2003). Член Зали слави фінського хокею (2003). 
Вихованець хокейної школи «Таппара» (Тампере). Виступав за «Таппара» (Тампере), «Рочестер Амерікенс» (АХЛ), «Баффало Сейбрс», ХК «Лулео», СК «Берн»
У складі національної збірної Фінляндії провів 246 матчів (40 голів, 68 передач); учасник зимових Олімпійських ігор 1984, 1992 і 1994, учасник чемпіонатів світу 1987, 1991, 1992, 1993, 1994, 1995, 1996 і 1997, учасник Кубка Канади 1987 і 1991. У складі молодіжної збірної Фінляндії учасник чемпіонатів світу 1981, 1982 і 1983. У складі юніорської збірної Фінляндії учасник чемпіонату Європи 1981.
Бронзовий призер зимових Олімпійських ігор 1994. Чемпіон світу (1995), срібний призер (1992, 1994). Чемпіон Фінляндії (1982, 1984, 1986, 1987, 1988), срібний призер (1981). Чемпіон Швейцарії (1997).